# Proces drugoplanowy
Proces drugoplanowy, proces w tle (ang. background job) – rodzaj zadania informatycznego, które jest przeznaczone do wykonania w tle określonej rzeczy pod ścisłą kontrolą systemu wsadowego. To zadanie nie jest bezpośrednio nadzorowane przez określonego użytkownika komputera.